# Hybochaetodus disruptus
Hybochaetodus disruptus är en skalbaggsart som beskrevs av Federico Ocampo 2006. Hybochaetodus disruptus ingår i släktet Hybochaetodus och familjen Hybosoridae. Inga underarter finns listade i Catalogue of Life.